# Cobra Command (jeu vidéo, 1988)
Pour les articles homonymes, voir Cobra Command.
Cobra Command est un jeu vidéo de type shoot them up développé par Data East, sorti en 1988 sur borne d'arcade et NES.

## Système de jeu
Cobra Command est un jeu de tir à scrolling horizontal dans la veine de Choplifter (1982).